# Yo Yogi!
Pour le personnage de fiction, voir Yogi l'ours. Pour les articles homonymes, voir Yogi (homonymie).
Yo Yogi! est une série télévisée d'animation américaine en 13 épisodes de 21 minutes, créée et produite par Hanna-Barbera et diffusée du 14 septembre 1991 au 7 décembre 1991 sur NBC.
En France, la série a été diffusée à partir du 12 septembre 1992 dans l'émission Hanna-Barbera dingue dong en 1990 sur Antenne 2.

## Distribution

### Voix originales
- Greg Burson : Yogi Bear (Yogi l'ours en VF) / Quick Draw McGraw (Grangallo Tirevite en VF) / Snagglepuss (Alcibiade en VF) / Mr. Jinks / Loopy De Loop / Peter Potamus / Lippy the Lion (Lippy le lion en VF) / Officer Smith / Uncle Undercover
- Don Messick : Boo-Boo Bear (Boubou en VF) / Pixie / Squiddly Diddly / Atom Ant (Atomas en VF) / Muttley (Diabolo en VF) / Pierre
- Greg Berg : Huckleberry Hound (Roquet Belles-Oreilles en VF)
- Kath Soucie : Cindy Bear / Granny Sweet (Mademoiselle Rose en VF) / Secret Squirrel (Sans Secret en VF)
- Pat Harrington Jr. : William Shakesbear
- Matt Hurwitz : Hokey Wolf (Garoup le loup en VF)
- Gail Matthius : Roxy Bear
- Allan Melvin : Magilla Gorilla (Magilla le gorille en VF)
- Rob Paulsen : Hardy Har Har (Jérémie en VF) / Dick Dastardly (Satanas en VF) / Snooper (Fouinard en VF) / Chuck Toupée / Wee Willie Gorilla / Robin Hood
- Henry Polic II : Baba Looey (Petitro en VF) / P.R. Flack
- Hal Smith : Blabber Mouse (Babillard en VF)
- John Stephenson : Doggie Daddy (Pappy Toutou en VF) / Mr. Myopic / Bruno Bear
- Patric Zimmerman : Augie Doggie (Jappy Toutou en VF) / Dixie / Ding-A-Ling Wolf

## Épisodes
1. Titre français inconnu (Yo, Yogi!)
2. Titre français inconnu (Huck's Doggone Day/Grindhog Day)
3. Titre français inconnu (Jellystone Jam)
4. Titre français inconnu (Mall Alone)
5. Titre français inconnu (Tricky Dickie's Dirty Trickies)
6. Titre français inconnu (Super Duper Snag)
7. Titre français inconnu (Mellow Fellow/Hats Off to Yogi)
8. Titre français inconnu (Polly Want a Safe Cracker)
9. Titre français inconnu (Mall or Nothing/There's No Business Like Snow Business)
10. Titre français inconnu (It's All Relative/Barely Working)
11. Titre français inconnu (Yippee Yo, Yogi!/Of Meeces and Men)
12. Titre français inconnu (Fashion Smashin'!/To Tell the Truth, Forsooth)
13. Titre français inconnu (The Big Snoop)